# Steen Due
Steen Due (født 27. februar 1898 i København, død 26. maj 1974 i Glostrup) var en dansk ingeniør og hockeyspiller, som deltog i OL 1920 i Antwerpen.
Steen Due spillede for Orient i Lyngby. Han var med på det danske landshold ved OL 1920, hvor blot fire hold deltog. Danmark tabte første til Storbritannien med 1-5, men vandt derpå med 9-1 over Frankrig, inden det blev til en 5-2-sejr over værtsnationen Belgien. Storbritannien vandt alle kampe og fik dermed guld, mens Danmark fik sølv og Belgien bronze.
Due er begravet på Ordrup Kirkegård.